# Хорлечень
Хорлечень, Хорлечені (рум. Horlăceni) — село у повіті Ботошані в Румунії. Входить до складу комуни Шендрічень.
Село розташоване на відстані 386 км на північ від Бухареста, 30 км на північний захід від Ботошань, 125 км на північний захід від Ясс.

## Населення
За даними перепису населення 2002 року у селі проживали 672 особи, усі — румуни. Усі жителі села рідною мовою назвали румунську.